# Semiothisa venerata
Semiothisa venerata är en fjärilsart som beskrevs av Hugo Theodor Christoph 1887. Semiothisa venerata ingår i släktet Semiothisa och familjen mätare. Inga underarter finns listade i Catalogue of Life.